# The Haunted Lounge
The Haunted Lounge è un cortometraggio muto del 1909 diretto da Gilbert M. 'Broncho Billy' Anderson e interpretato da Ben Turpin.

## Produzione
Il film fu prodotto dalla Essanay Film Manufacturing Company. Venne girato a Chicago, dove la casa di produzione aveva la sua sede principale.

## Distribuzione
Distribuito dalla Essanay Film Manufacturing Company, il film - un cortometraggio della lunghezza di 112,75 metri - uscì nelle sale cinematografiche USA il 6 gennaio 1909. Nelle proiezioni, veniva programmato con il sistema dello split reel, accorpato in un'unica bobina con un altro cortometraggio prodotto dalla Essanay e diretto da Anderson, la commedia The Neighbors' Kids.